# ランボルギーニ・ガヤルド
ガヤルド（Gallardo）は、イタリアの自動車メーカー、ランボルギーニが製造していたスポーツカーである。初代アウディ・R8とは、エンジン、ドライブトレイン、シャシが共通の姉妹車である。

## 概要
かつてランボルギーニには、「ベビー・ランボルギーニ」と呼ばれる一連のV型8気筒エンジン搭載モデルの系譜があったが、1988年にジャルパが生産終了となって以来、ラインナップから姿を消していた。
ジャルパの後を受けるモデルとして、ランボルギーニでは1995年にV型10気筒エンジン搭載のコンセプトカー「カラ」を発表するも、1998年に同社がフォルクスワーゲンAG傘下に入った際に開発が中止され、市販には至らなかった。
その一方で、カラの仕様を反映した新型車の開発が進められ、その結果として2003年に発表されたのがガヤルドである。スタイリングはムルシエラゴと同様に、ベルギー人デザイナーのルク・ドンカーヴォルケによって主導された。車名は18世紀のスペインの闘牛飼育家であるフランシスコ・ガヤルドから採られている。
ランボルギーニではガヤルド以降のモデルを全てAT（DCT）車に変更する方針としたため、同社における最後のMT車となった。

## 機構・スタイル
エンジンは、バンク角90°の水冷V型10気筒。アルミ鋳造製のシリンダーブロックは、アウディ製のものとベースは同じ。重心を下げるため広いバンク角度を採用しているが、等間隔燃焼を実現するためにクランクピンを18°オフセットしている。排気量は5.0 Lであり、500 PSを発生する。ボア×ストロークが82.5 mm×92.8 mmというロングストローク仕様であるため、低回転域のトルク特性に優れており、ロングストロークではあるがレッドゾーンは8,200 rpmからとなっている。2006年モデルより排気系の見直しで520 PSへと出力が向上した。
エンジン搭載形式はミッドシップだが、出力520 PSともなると2輪駆動ではトラクション確保が困難であるため、4WDシステムが採用された。4WDシステムは、低重心化も兼ねてエンジンとともに構造限界まで下げた状態で搭載されており、複雑な制御で知られるアウディ製クワトロシステムではなく、単純なセンターデフ式で、ビスカスカップリング式LSDを使用しており、この点はディアブロに準じる構成となっている。トランクはミッドシップ車に相応しく前輪側。
シャシーはアウディ製のアルミスペースフレームで構成されている。ボディ単体での重量は250 kgと軽量である。総車体重量は1,430 kgと公称されている。ランボルギーニ伝統の低い全高は1,160 mm。ドアに関してはウラッコ系同様、日常の使い勝手を向上させる為に、12気筒モデルのシザードアではなく一般的な前ヒンジの横開きドアを採用した。また、2005年モデルより、道路の段差等への進入がし易いようにフロント部車高を少し上昇させることが可能となっている（日本仕様では標準装備）。このシステムは油圧式で、車高を上げた状態でも70 km/hまでで走行できる。
2008年にマイナーチェンジが行われ、カウンタックの「LP」（イタリア語のミッドシップ縦置き「縦方向後部」Longitudinale Posterioreの略語）の呼称が2006年のムルシエラゴLP640に引き続き付けられた「LP560-4」が発表された。560は560馬力、4は四輪駆動を意味する。フロントバンパー、ライト、ボンネット、リアバンパー、リアコンビネネーションランプが変更され、リアフェンダーダクトは廃止された。これにより、5.2L直噴エンジン（最高出力560 PS〔55.1 kgf·m〕）、1,420 kgのスペックとなり、ドイツ国内の2009年のベストスポーツカー賞を受賞した。この2009年仕様エンジンは親会社であるアウディの兄弟車、スペチアーレ「R8 5.2LFSI」にも採用されている。
2010年3月のジュネーブショーでサーキット走行向けのモデルである「LP570-4Superleggera」が発表された。これは570PSエンジン、1,340kg（アルミ&カーボンボディ仕様）となっている。
2013年11月に、ランボルギーニ史上最多となる総生産台数14,022台で生産を終了した。販売台数も後継のウラカンに抜かれるまでランボルギーニ史上最多、売り上げ額も最大を記録した。

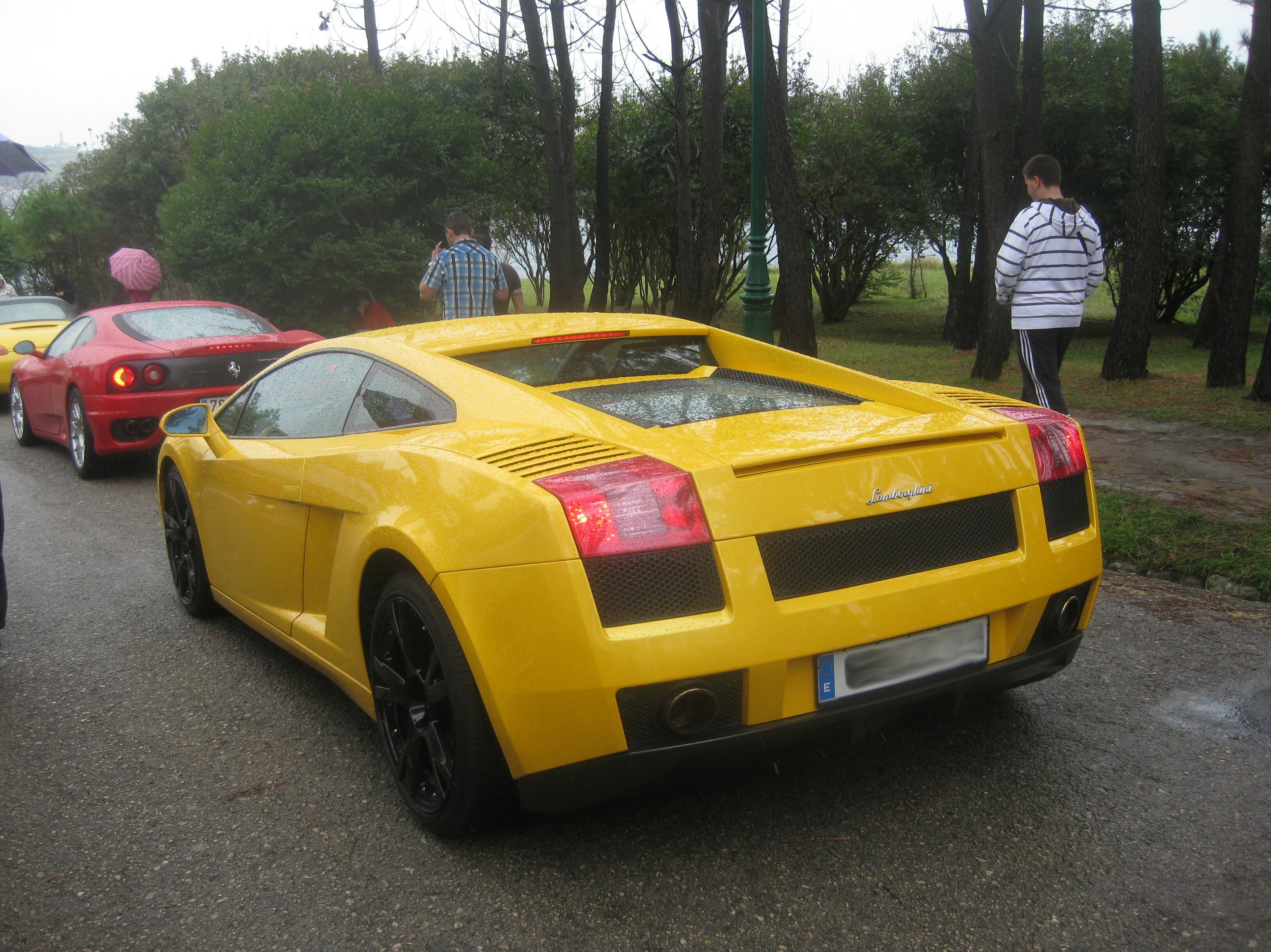
前期型 リア
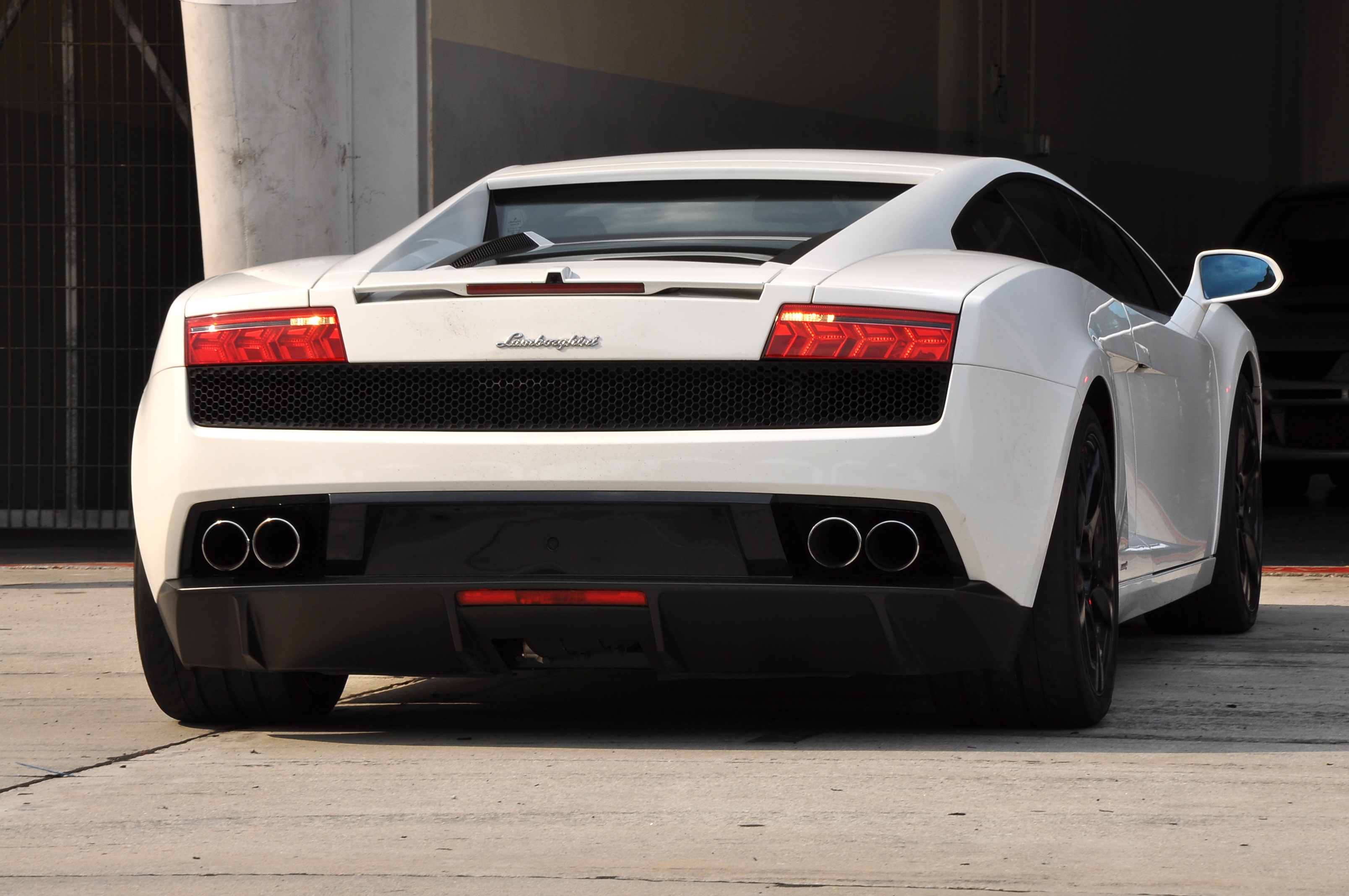
後期型 リア
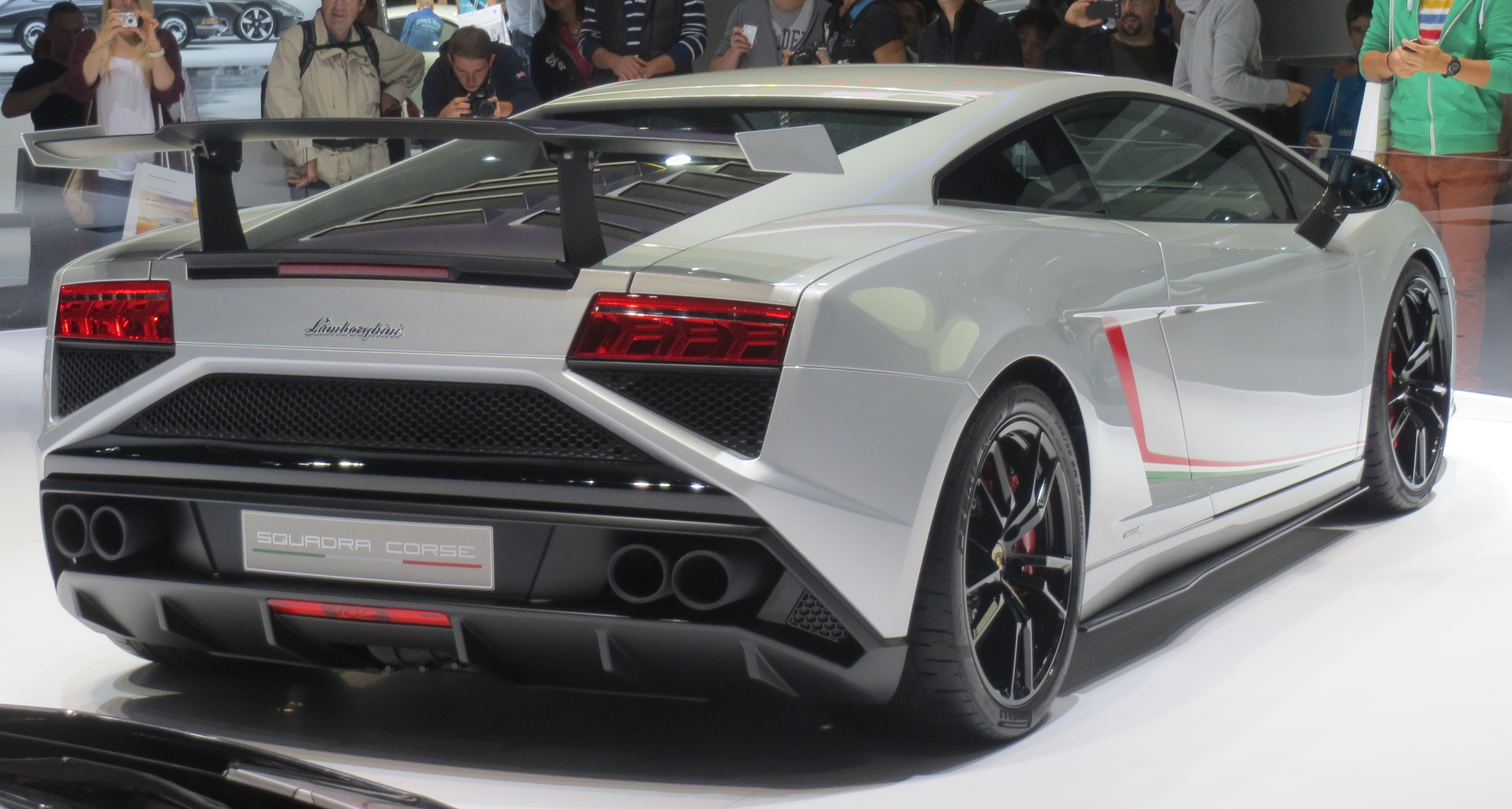
最後期型（Squadra Corse）リア
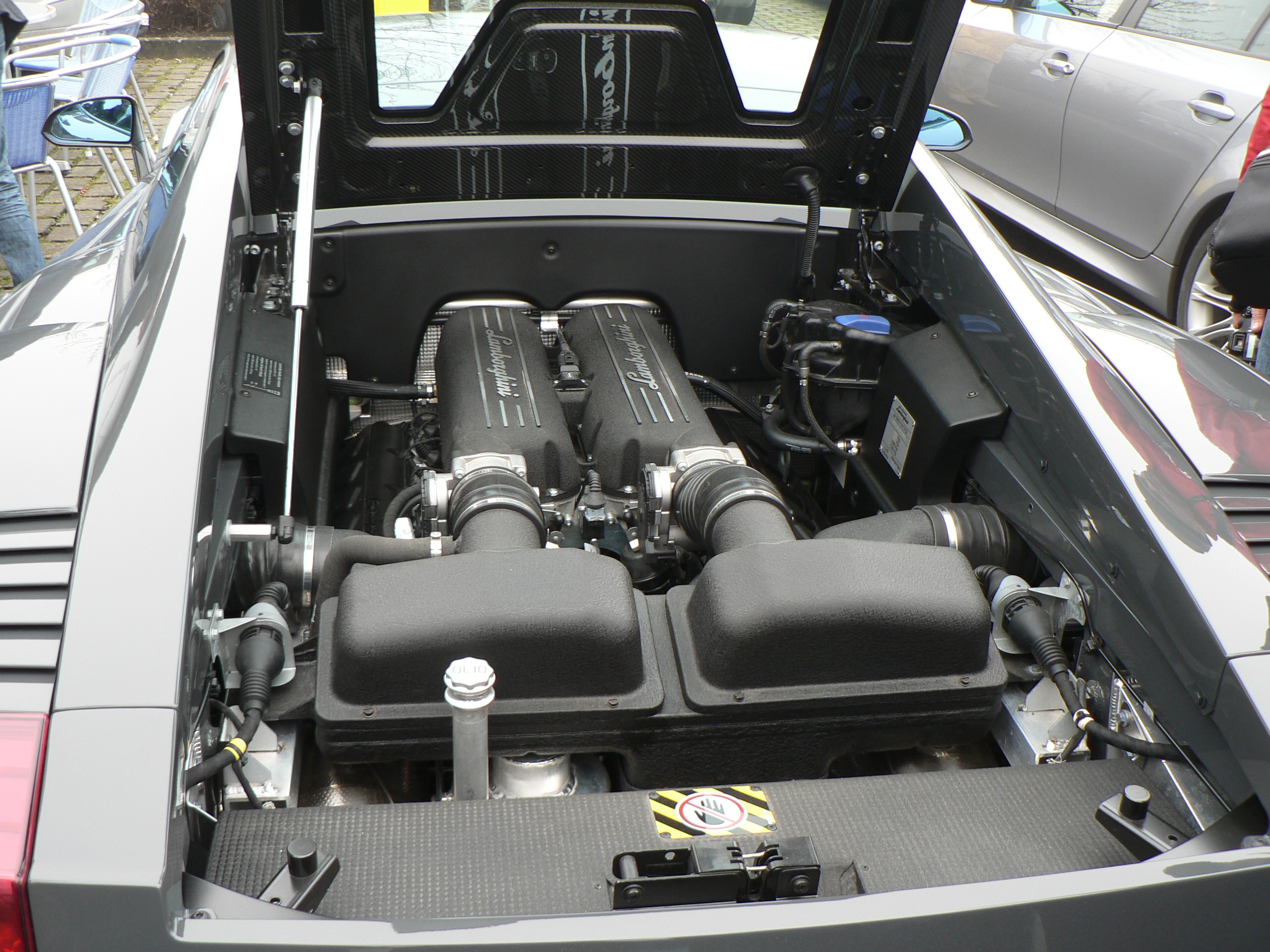
エンジン
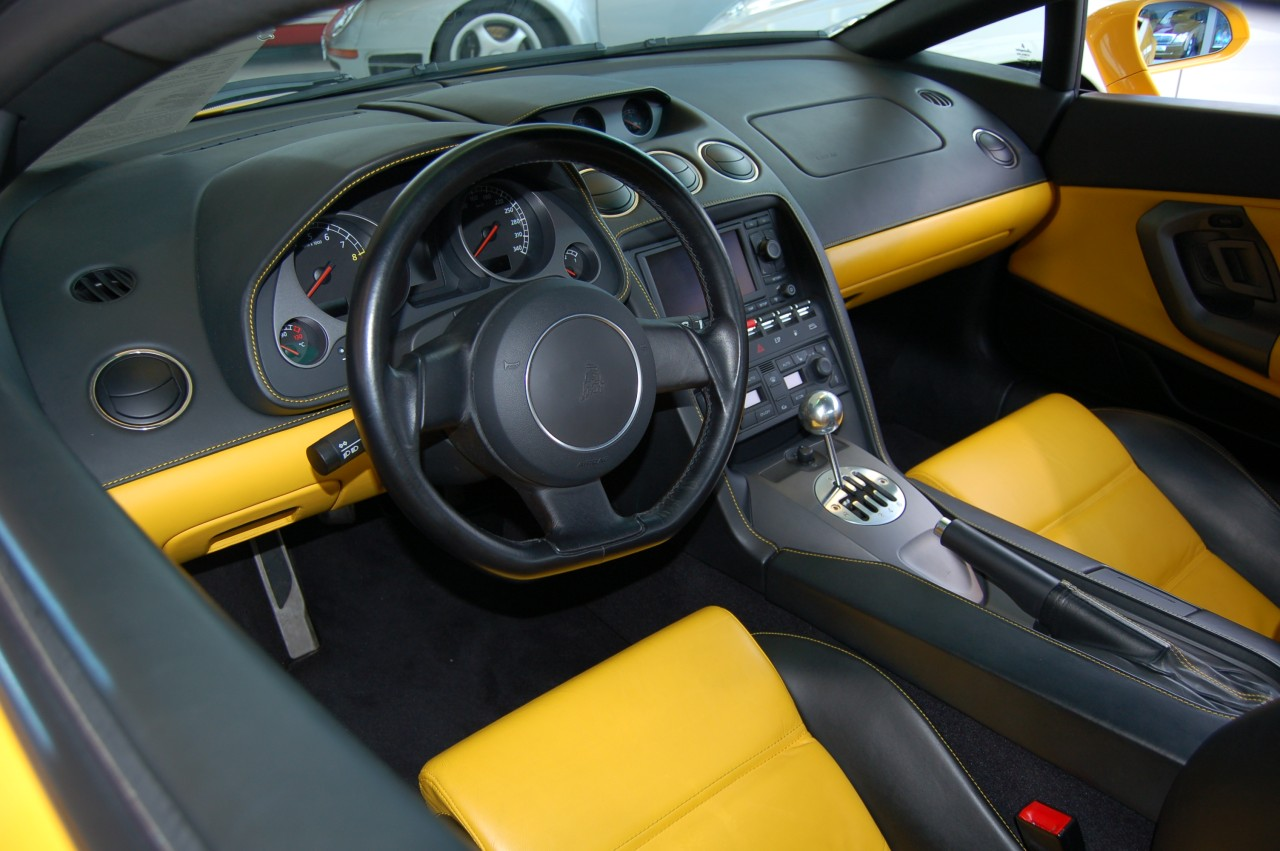
インテリア

## モデルとバリエーション

### 初代ガヤルド（2003年～2008年、前期モデル）
ベースグレード。ガヤルドの第1世代は、7,500rpmで500 PSの出力、510N⋅m（376lb⋅ft）4,500rpmでのトルクを生成する4,961 cc90度V10エンジンで駆動された。トランスミッションは、従来のHパターン6速MTとランボルギーニが「eギア」と呼ぶ6速電気油圧作動式シングルクラッチAMTの2種が設定される。eギアは、ステアリングホイールの後ろのパドルを上下にシフトし、手動シフトよりも迅速にギアチェンジでき、ギアシフトレバーの代わりにあるギアセレクターを自動モードに変更することもできる。
2005クーペアップデート
2006年モデル（2005年後半に発売）では、ランボルギーニは、自動車評論家や顧客から寄せられた要望に応え多くの変更を導入した。エキゾーストシステムをよりスポーティなものに変更（市街地走行時の静粛性を高めるフラップを含む）、サスペンションの見直し、新しいステアリングラックの装着、エンジン出力を20PS増の最大520PSとするなどである。そして最大の変化は、1速から5速のギア比をローギアード化した。これらの変更により、車はオリジナルよりもはるかに優れたパフォーマンスを発揮し、限定版の下記ガヤルドSEにも反映された。
ガヤルド SE
2005年に発表されたツートン・カラーに塗装されたスペシャルエディション。250台限定で生産された。ノーマルのガヤルドより1から5速のギア比が低められた。専用の5本スポークホイール「Callisto」を装着。ベースのボディカラーは4色（白、イエロー、オレンジ、グリーン）で、ルーフやエンジンボンネット、前後スポイラーとサイドミラーが黒に塗装された。

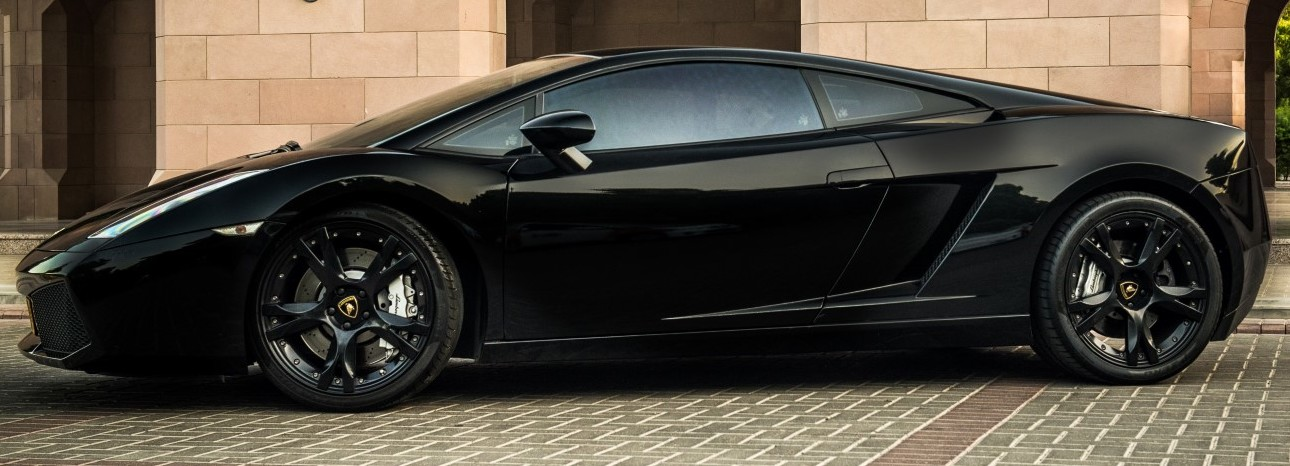
ガヤルド・ネラ
2006年9月、パーソナライゼーション・プログラムとして専用色の黒に塗装された185台が限定生産された。

### ガヤルド・スパイダー

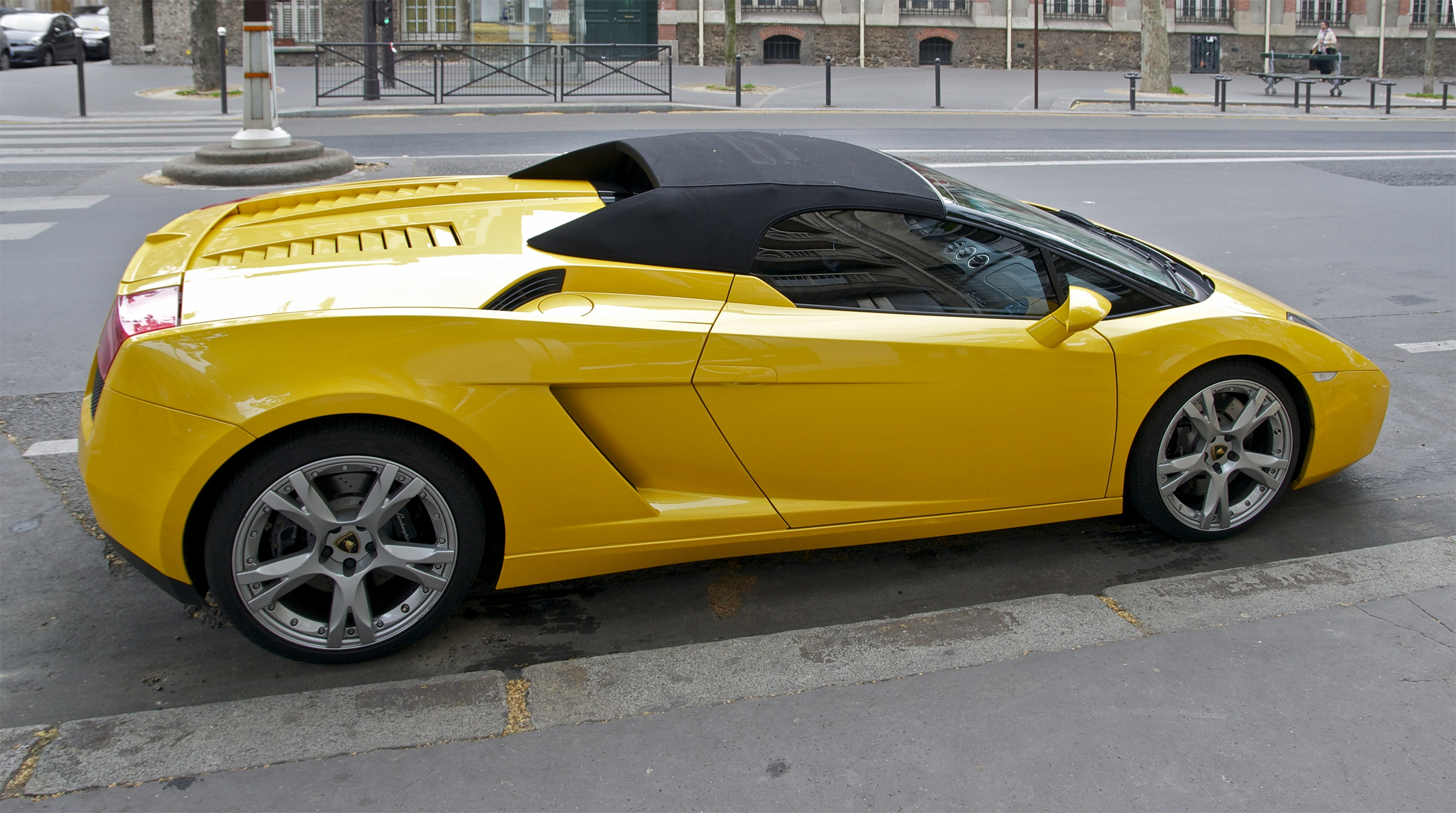
ガヤルド・スパイダー

2005年に追加されたコンバーチブルモデル。ルーフには開閉時間20秒の電動格納式ソフトトップが採用されている。2006年1月のロサンゼルスオートショーで発表された。5本スポーク・ホイール「Callisto」を装着し、ランボルギーニはエンジン出力が520 PS、低比率の6速MTのまったく新しいモデルと見なした。
ランボルギーニは、パワーステアリングの液漏れの可能性と火災のリスクがあるため、2004年から2006年のモデルイヤーで約1,500台のクーペとスパイダーのモデルをリコールした。車は2003年5月から2008年4月まで製造された。

### ガヤルド・スーパーレジェーラ

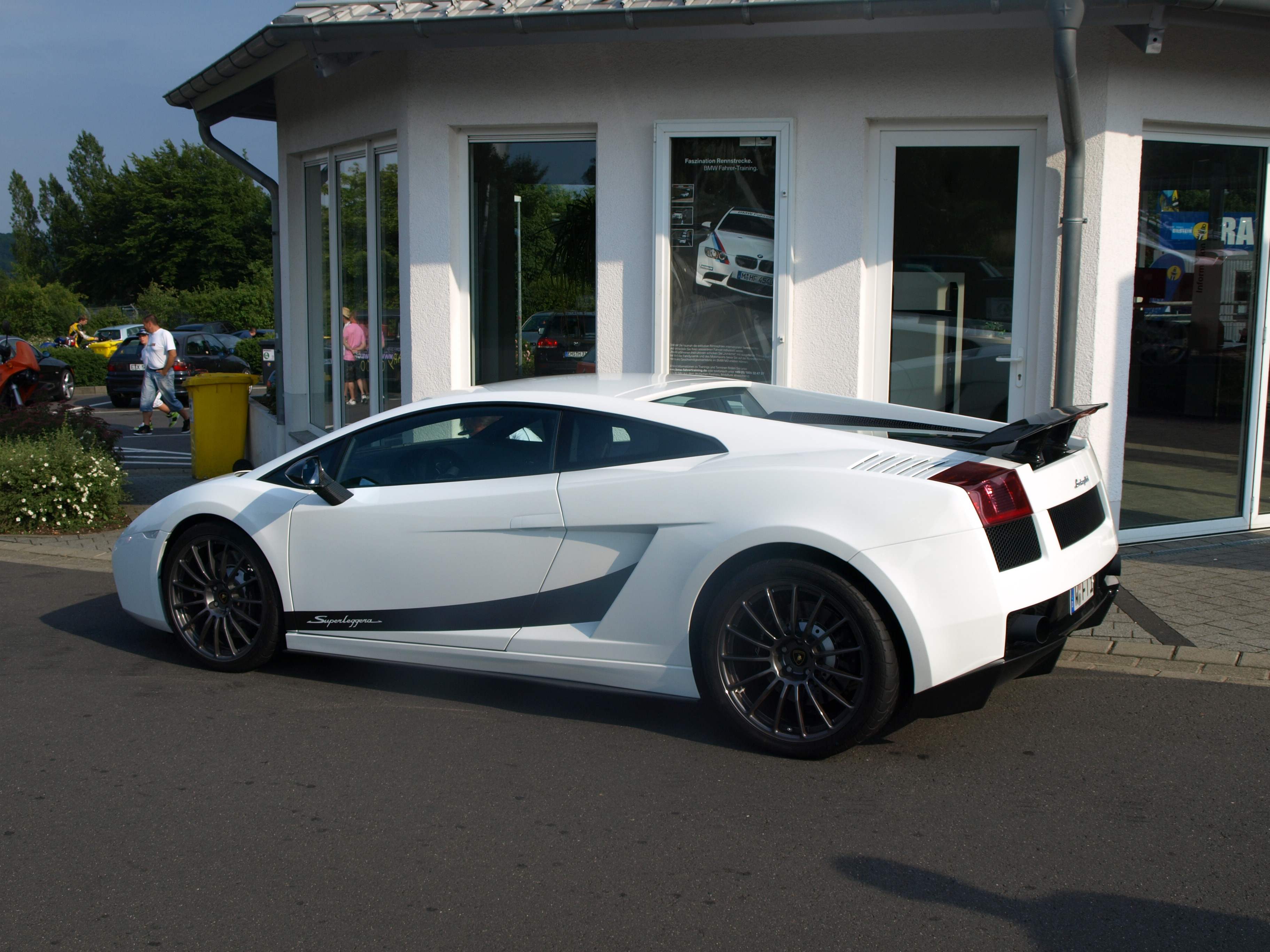
ガヤルド・スーパーレジェーラ

2007年のジュネーブモーターショーで発表された限定車。この名前はイタリア語で「超軽量」を意味し、カロッツェリア・トゥーリングによって製造された最初のランボルギーニプロダクションモデルである、350GTの構造スタイル（スーペルレッジェーラ（superleggera）構造）に敬意を表して付けられた。リアディフューザー、アンダートレイ、バックミラーハウジング、内部ドアパネル、中央トンネル、エンジンカバー等のパーツをカーボンファイバーに置換するとともに、チタンホイールナットとカーボンファイバースポーツシートのパーツを使用し車重をノーマルより100kg軽量化（1,330kg）した。エンジンは、吸排気系、ECUの見直しにより出力を10PS向上させた530PSとした。パワーウェイトレシオは2.5kg/PSで、発表された0－100km/h加速は3.8秒、トップスピードは315km／hとされる。6速eギアトランスミッションは、米国仕様モデルに標準装備されており、6速MTは無料オプションとして提供された。オプションとして大型カーボンリアウイングがあり、ノーマル仕様に装備されている非可動式リアウイングとは選択式。
生産台数は全世界で618台。

### パトカー
2004年5月にイタリア警察高速隊のパトカーとして「ガヤルド・ポリツィア・ストラダーレ」が採用された。車両の製作やメンテナンスはランボルギーニが行い、乗務するドライバーのトレーニング、選抜に協力する体制がとられた。

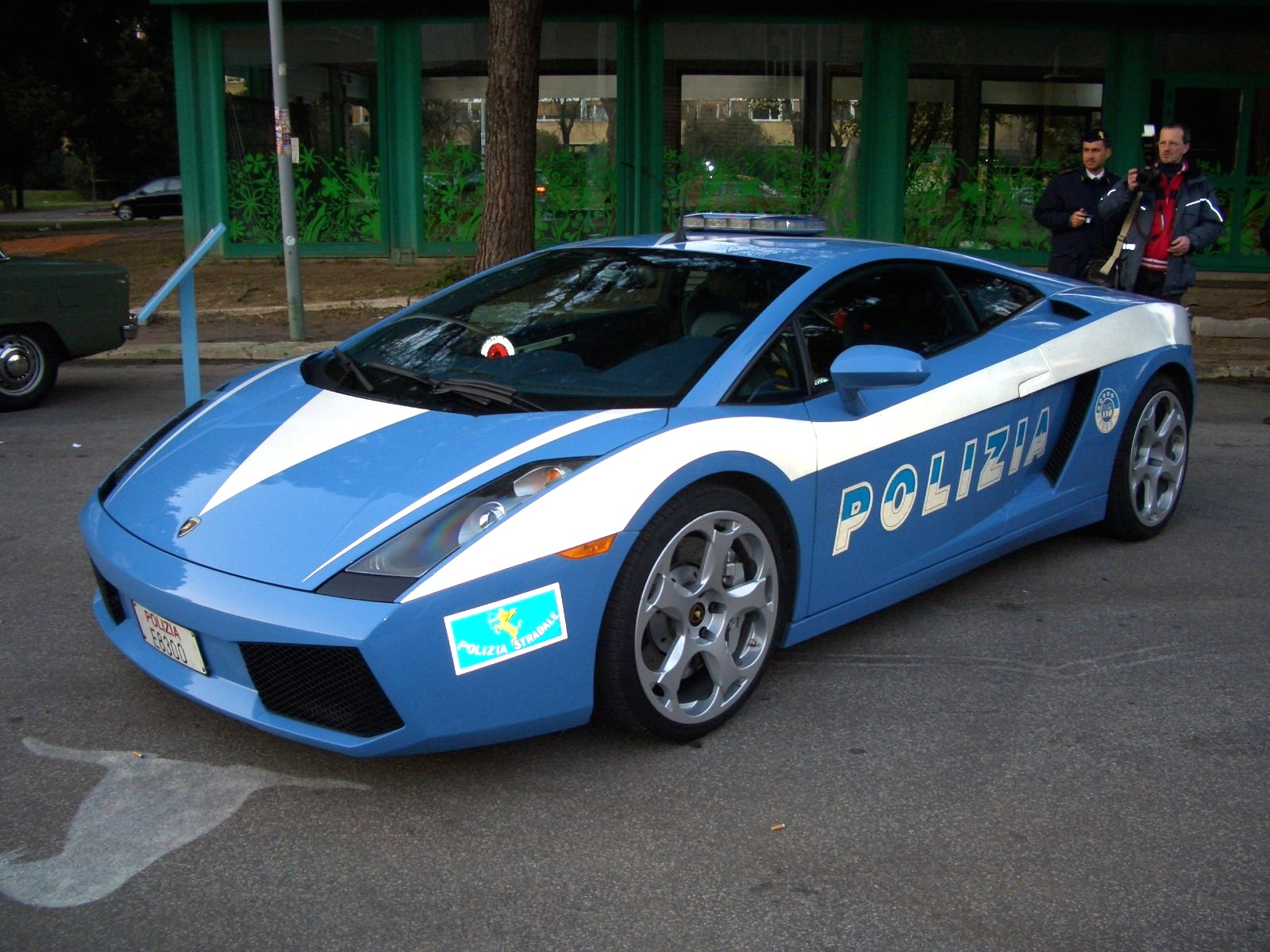
イタリアの警察のガヤルド・ポリッツィア
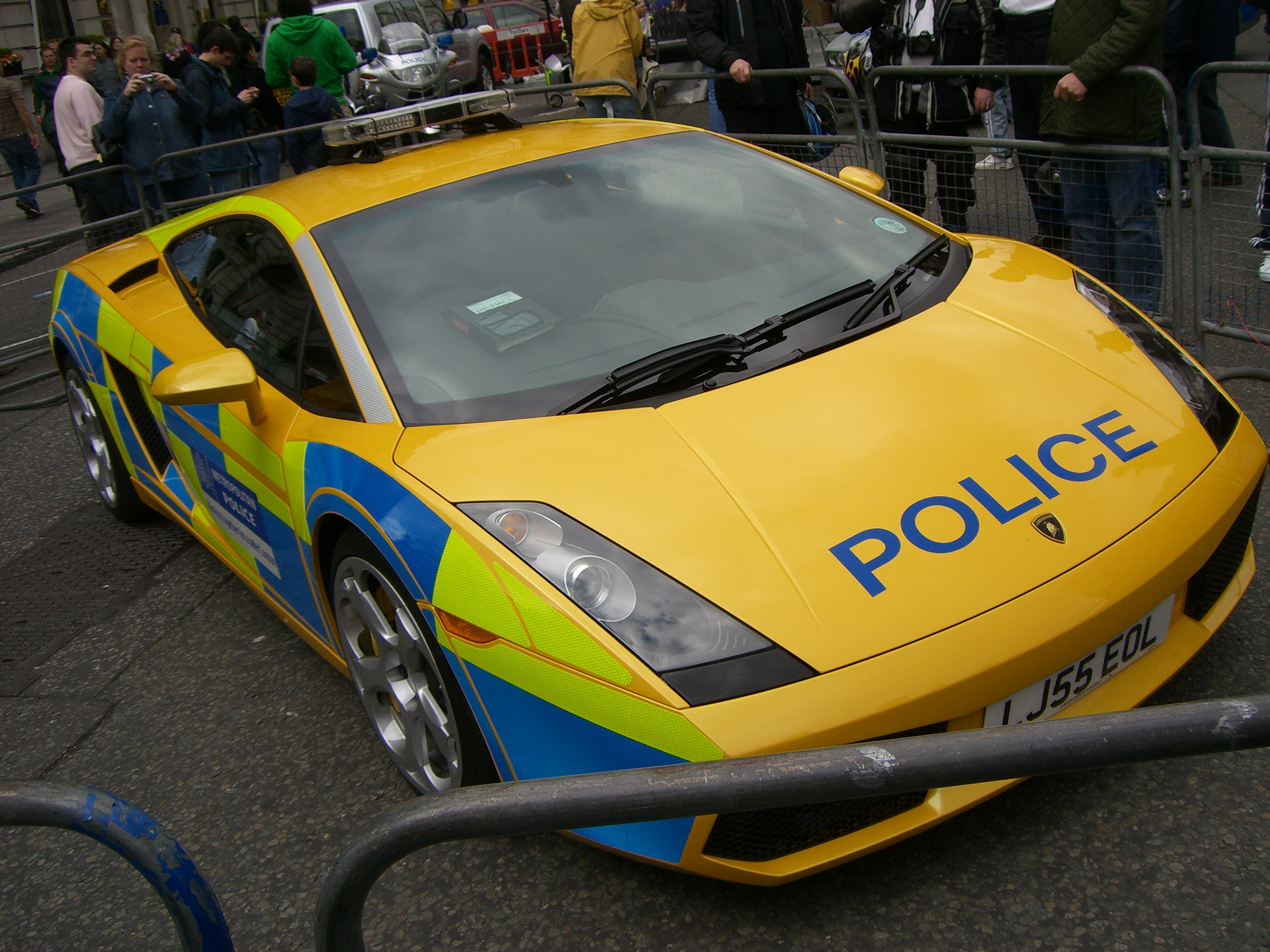
イギリス・ロンドン警視庁のガヤルド

### LP560-4（2008年～2011年、後期モデル）
2008年のジュネーブモーターショーでプロトタイプとして発表。後期フェイスリフトのベースグレード。
エクステリアでは、大きいエアインテーク、ヘッドライトユニットが若干短くなったフロントとリアのLEDライトクラスター、水平に配置されたリアエアベントが特徴である。「560」は馬力、「4」は駆動輪を指し、LPは後縦置きエンジンの位置を示す。新しい不均一燃焼「IniezioneDirettaStratificata」直接燃料噴射システムの5,200 ccのV10エンジンを搭載し、（更新されたeギアと組み合わせて）改良前よりも40PS強力な560 PS　8,000 rpm、5,500rpmで540N⋅m（398lb⋅ft）のトルクを発生する。クランクシャフトの形式も変更され、燃焼効率を向上させ、燃料消費量とCO2排出量は、性能の増加にもかかわらず18％減少している。6速マニュアルまたは6速eギアの選択可能。後者はコルサを提供するように改訂され、シフトを以前より40％速くし、トラクションコントロールの制限を減らすモードと、スラストモードの起動制御システムも追加され、20 kgの軽量化も実現した。すべての改善により、3.7秒で0-100 km / h、11.8秒の0-200 km / h、最高速度325 km / hの走行スペックである。
LP560-4 ゴールドエディション
2012年6月、中国市場専用のLP 560-4のゴールドエディションが、深圳-香港-マカオのショーで発表された。基本バージョンと構造的には同じで、車は特別な金色とコーデリア合金ホイールを履いている。インテリアは販売市場に合わせて赤いステッチが施された。
LP560-4 ビアンコ・ロッソ
2012年5月にランボルギーニの日本上陸45周年を記念して、10台限定でリリースされた日本専用仕様。車名はイタリア語で「白・赤」を意味する。日本の国旗に敬意を払った白ボディーに、差し色としてミラーカバーやブレーキキャリパーが赤色塗装のみの設定。価格は2,541万円。

### LP560-4 スパイダー

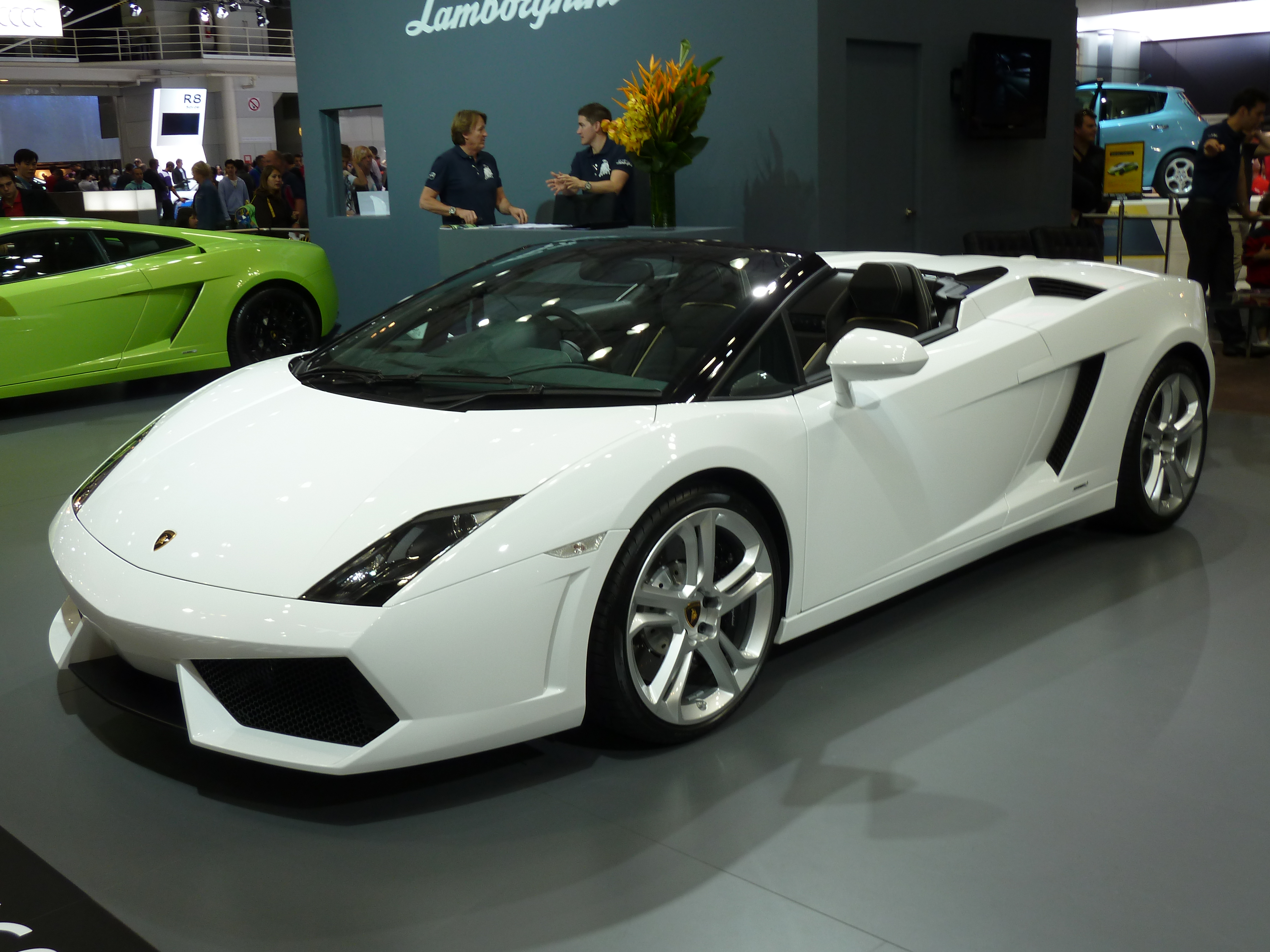
LP560-4 スパイダー

2008年11月のロサンゼルスオートショーにおいて発表された以前のガヤルドスパイダーを置き換えるオープン・モデル。新しい不均一燃焼5.2 L V10エンジン、改良されたeギアトランスミッション、20 kgの軽量化などの機能を備えた。パフォーマンスは3.8秒で0-100km / h、13.1秒で0-200 km / h、最高速度324 km / hに向上した。

### LP550-2 ヴァレンティーノ・バルボーニ

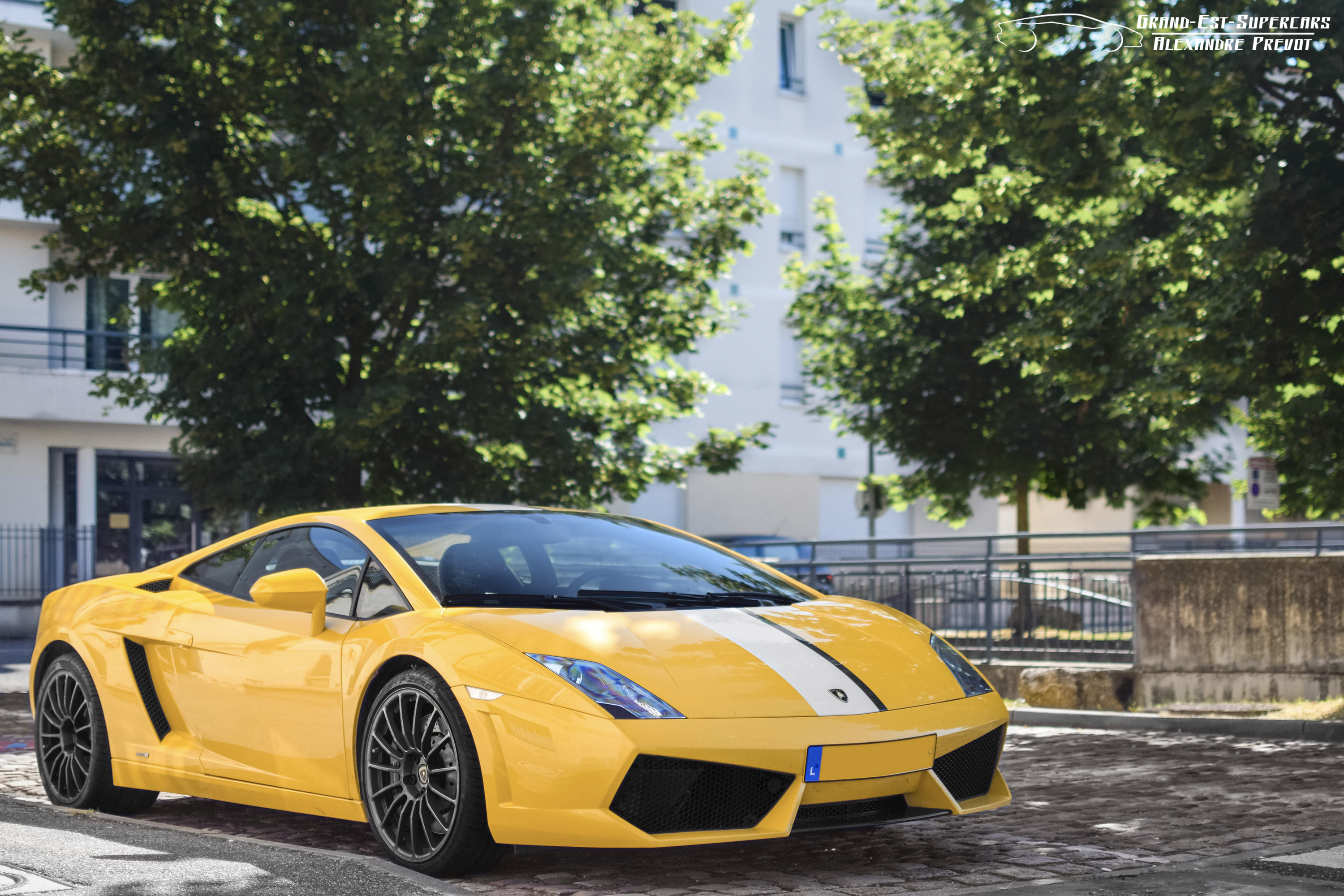
LP550-2 ヴァレンティーノ・バルボーニ

2009年に発売された2輪駆動、5.2L、V10、550PSの250台限定モデル。ネーミングの由来は、40年以上に渡ってすべてのランボルギーニの開発に携わり、テストドライバーも務めたヴァレンティーノ・バルボーニに起因する。変速機は6速MTを標準設定とし、eギアはオプションとなる。リアデフのチューニングを最適化、リアアクスル用LSDも新たに開発。スタビライザー、ダンパー、コイル、タイヤ、横滑り防止装置（ESP）といったあらゆる部分を変更。ヴァレンティーノはある日、自分の名前のついた車に乗って帰宅。翌日の出勤途中にフェルッチオの眠る墓地にさしかかると「ありがとう」と、心の中でフェルッチオにお礼をするために車を止めたという。

### LP550-2
2010年、「LP550-2 ヴァレンティーノ・バルボーニ」の好評をうけて2輪駆動モデルがカタログモデルとして加えられた。
LP550-2 トリコローレ
2011年6月、イタリア統一150周年記念のスペシャル・エディション。専用色として白と黒の2色にイタリア国旗の3色（緑・白・赤）のストライプが手作業によって塗装されている。

### LP570-4 スーパーレジェーラ

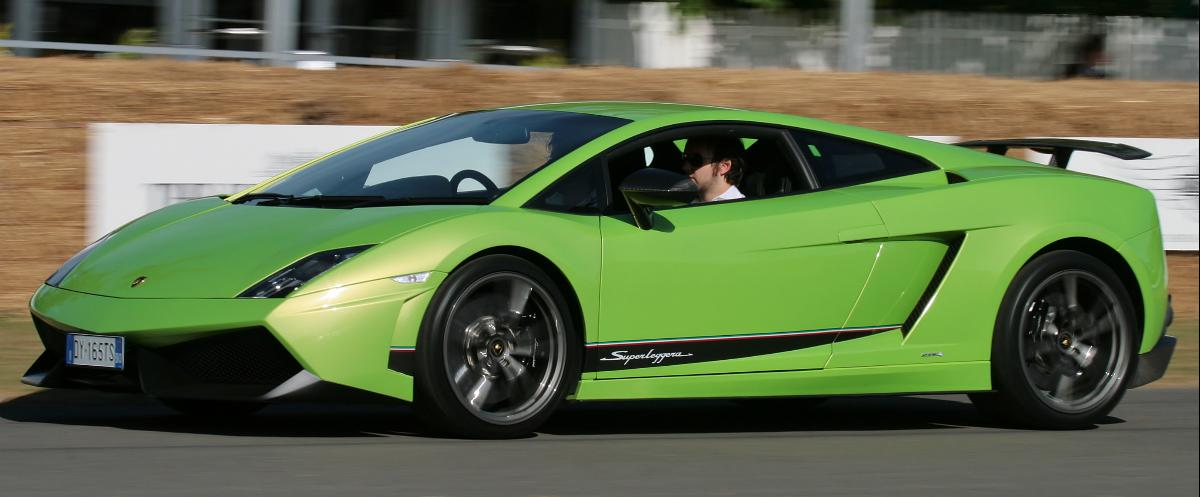
LP570-4 スーパーレジェーラ

2010年3月のジュネーブモーターショーにおいて発表された。前作の「ガヤルドスーパーレジェーラ」の継承者であり、LP560-4の進化形を表している。カーボンファイバーを多用し、重量はスーパーレジェーラから40kg軽量化した1,290kg。最大出力570PSを発揮する。その結果、パフォーマンスが向上し、3.1秒で0から100 km / hまで、10秒で0から200 km / hまでスプリントし、最高速度は331km / hである。エクステリアの改良で空力性能を向上、ムルシエラゴLP670-4SVで採用されているものと同様の（後のアヴェンタドールのデザインスタディモデルでもある）レヴェントン風のフロントバンパー、大型エアインテーク、レーシングカー的なリアディフューザーやリアスポイラーを装備し、インテリアにも専用装備を多数採用している。更に､限定専用色として3通りの組み合わせ（黒×オレンジ、白×オレンジ、オレンジ×黒）が設定された。

### セスト・エレメント

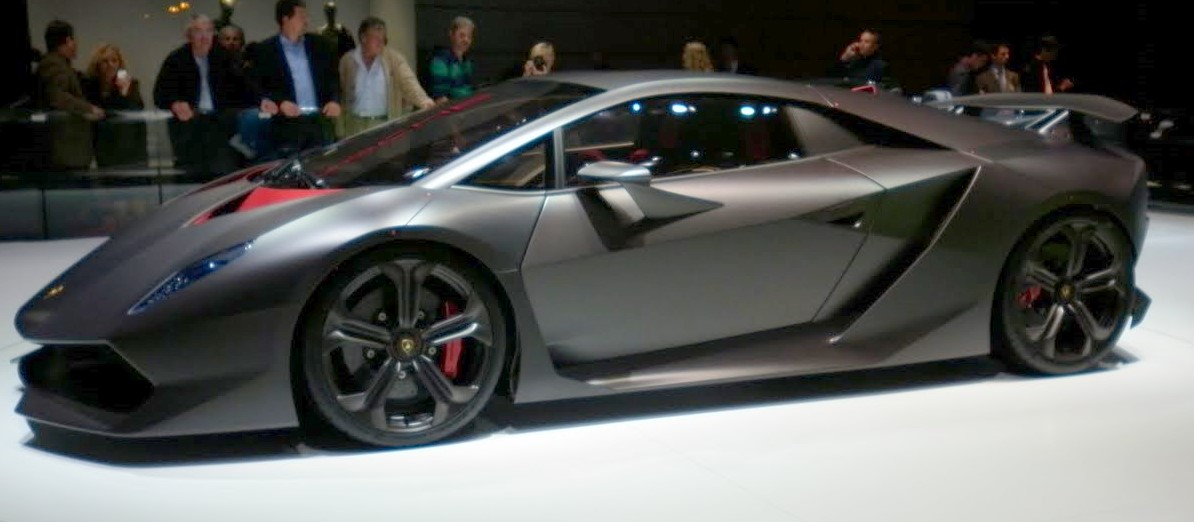
セスト・エレメント

2010年10月のパリ・モーターショーにおいてコンセプトモデルとして発表され、2011年にサーキット走行専用車として生産が決定した。セスト・エレメントとは「第6の元素」という意味で、原子番号6の炭素を指す。その名の通りボディはカーボン材から成り、その他の部品にもチタン合金など軽量素材を多用したことで、最高出力570PSの5.2L V型10気筒エンジンを搭載しながら、車重999kgという軽量に仕上がった。四輪駆動。0-100km/h加速は2.5秒、最高速度は325km/hを発揮する。

### LP570-4 スーパートロフェオ・ストラダーレ
2011年9月のフランクフルトモーターショーで発表されたモデル。パワートレインは前述のLP570-4と同じものだが、ディフューザー、リアスポイラーなどにカーボン素材を多用し車重は1,340kgに抑えられ、ブレーキを中心に改良が施される。0-100km/h加速3.4秒、最高速度340km/hと公表される。
LP570-4 スーパートロフェオ・ストラダーレ・エディツィオーネ・テクニカ
2012年のパリ・モーターショーの前日に発表された軽量化オプション・プログラム装着モデル。専用色として3通りの組み合わせ（黒×オレンジ、白×オレンジ、オレンジ×黒）が設定された。

### LP560-4（2012年～2013年、最後期モデル）

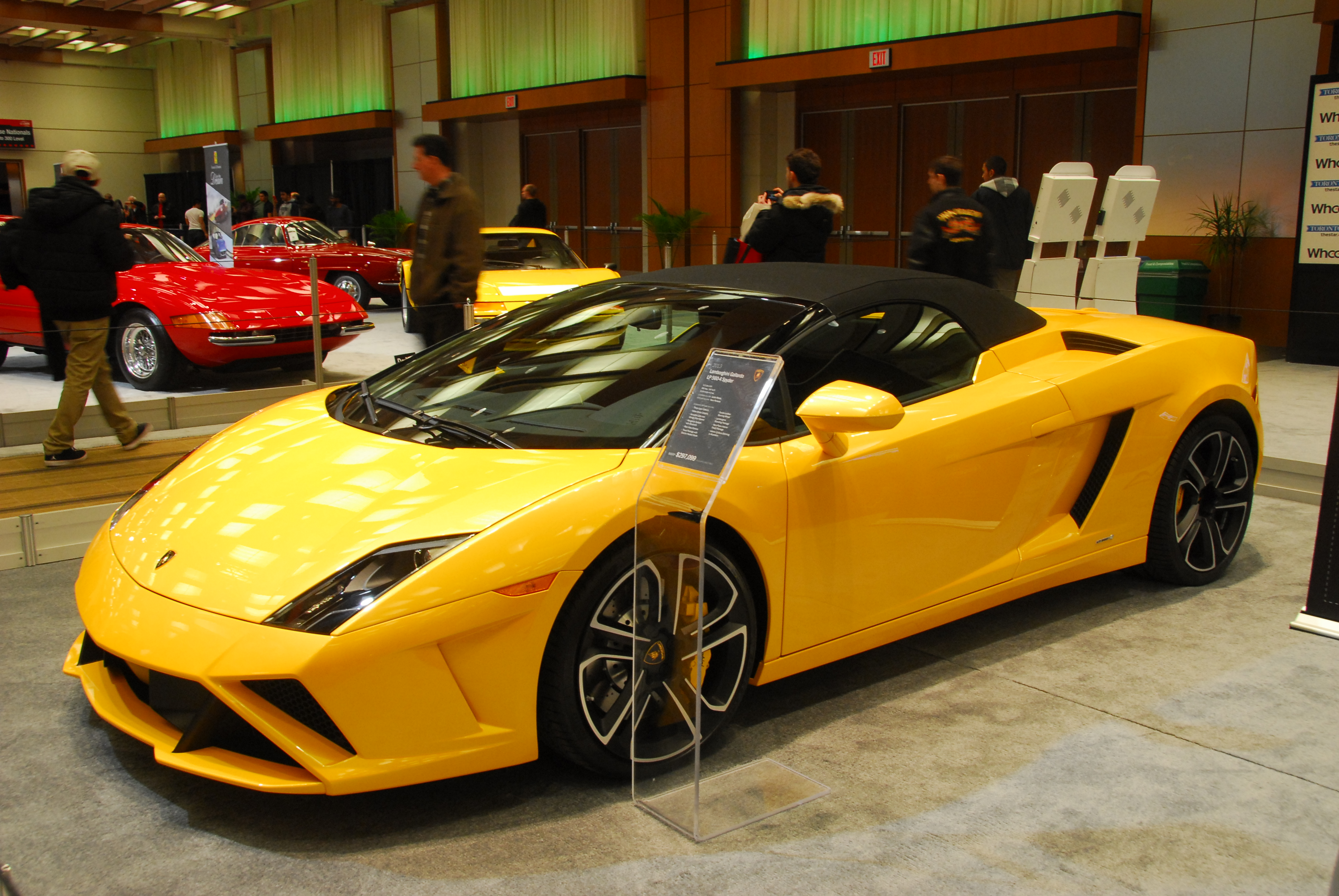
LP560-4 Spyder　2012年　最後期モデル

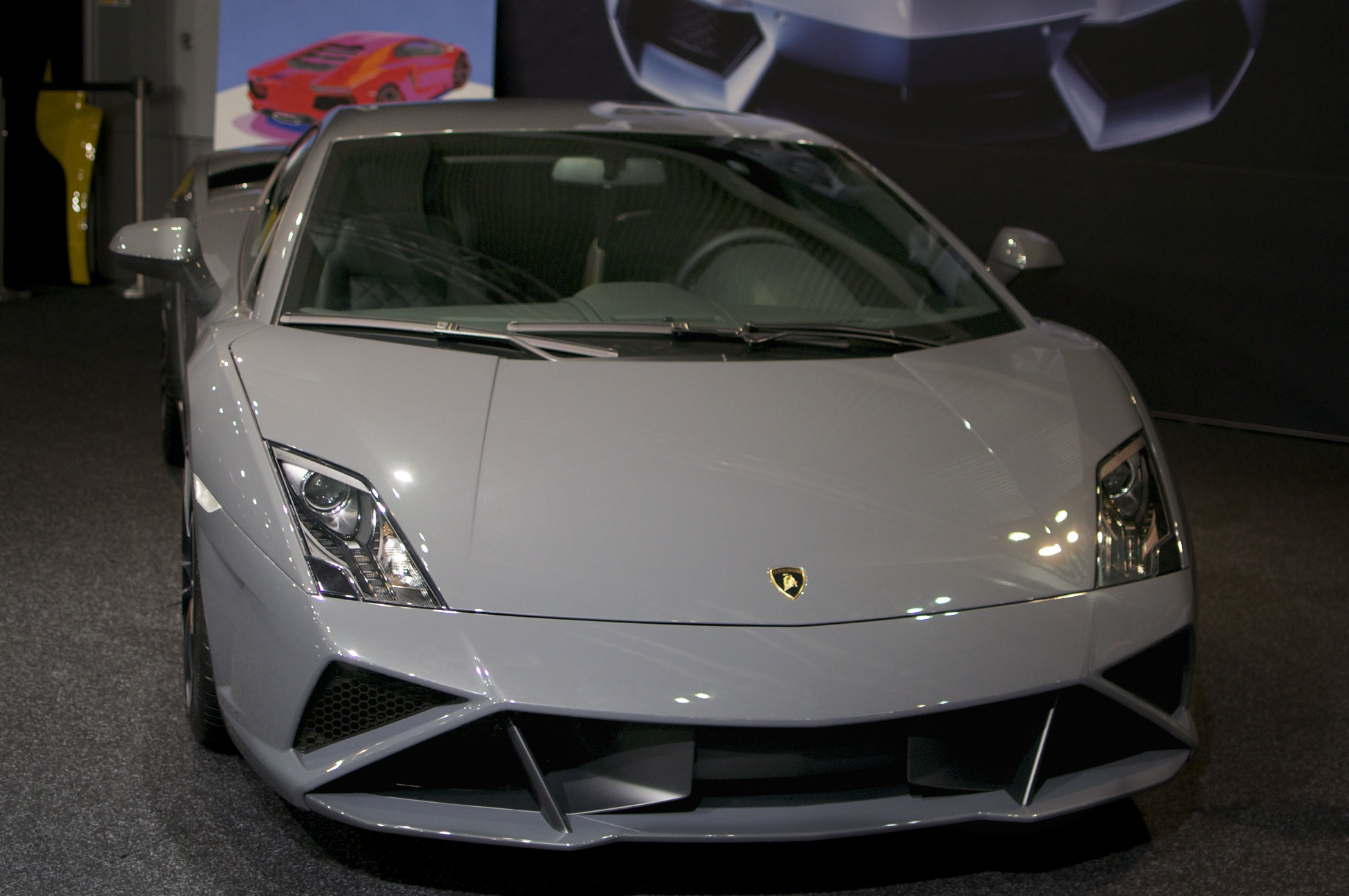
LP560-4　2012年　最後期モデル

2012年10月、最後期モデルと称されるLP 560-4 Spyderがパリモーターショーで発表された。空力が更新された斜めの桟のフロントバンパーとリアバンパーが特徴で、19インチのアポロアルミホイールが装備された。パワーユニットも同様で、560hp 5.2Lで0kmから100km / 3.7秒、最高速度325 km / hに押し上げた。
同年、クーペバージョンのリスタイルが発表され、機械的には変更されていない。

### LP560-2 50°アニヴェルサリオ
2013年4月の「オート上海」において発表されたアウトモビリ・ランボルギーニの創立50周年記念モデル。専用の白色「ビアンコ・オパリス」で塗装され、カーボンファイバー製のリアウイングや、透明なエンジンフード、ダークグレーの19インチアルミホイールなどを装備する。世界限定台数は90台以下。

### LP570-4 スクアドラ コルセ

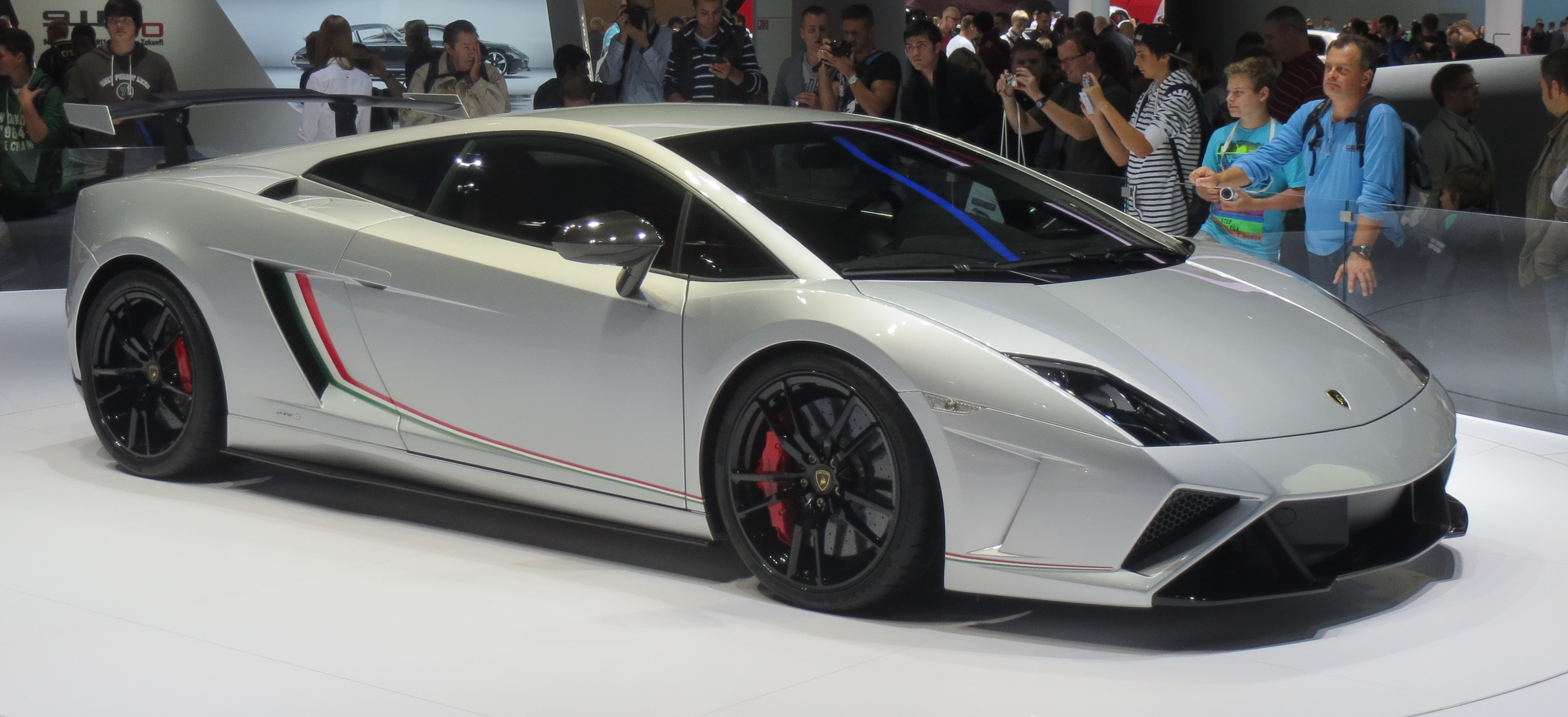
2013年　ガヤルドLP570-4 Squadra Corse

2013年9月のフランクフルトモーターショーで発表された。SuperTrofeoをベースにしたSquadra Corseは、レーシングカーと同じ570馬力のV10エンジンを搭載し、最後期のエアロデザイン、大きなリアウィング、クイックリリースボンネット等が特徴で、カーボンファイバーやアルミニウム材の導入で、2.35kg/PSというパワーウェイトレシオに達することができた。Squadra Corseの名称は、ガヤルドのワンメイクレースである「スーパートロフェオ」シリーズやGT3レース活動を管理するために作成されたランボルギーニのモータースポーツ部門である。イエロー（Giallo Midas）、ホワイト（Bianco Monocerus）、グレー（Grigio Thalasso）、レッド（Rosso Mars）の4色展開で、ダクトからドア裾のイタリアントリコロールが特徴である。内装はカーボンとアルカンターラスエードが使用され、シートはコンフォートシートが標準で、レーシングバケットシートと交換可能だった。

### パトカー
「ガヤルド・ポリッツィア」1号車が退役し、2008年10月24日にLP560-4をベースとする代替車両として納車された。この｢ガヤルド LP560-4 ポリツィア｣は通常の任務の他、移植用臓器の搬送を行えるよう、そのための装備が組み込まれている。また、同車に乗務する警察官は、特別に選抜されトレーニングを受けたメンバーのみ乗務することが認められる。この車両は2009年11月29日（現地時間）夜、学生向けのジョブ・フェアで展示の帰途、ガソリンスタンドから出てきた一般車を避けようとしてコントロールを失い大破。この事故による死傷者はなかった。2014年以降、後継車種である「ランボルギーニ・ウラカン・ポリツィア・ストラダーレ」への交代が行われ、2017年に全車退役した。一部車両は警察車両博物館に収蔵されている。

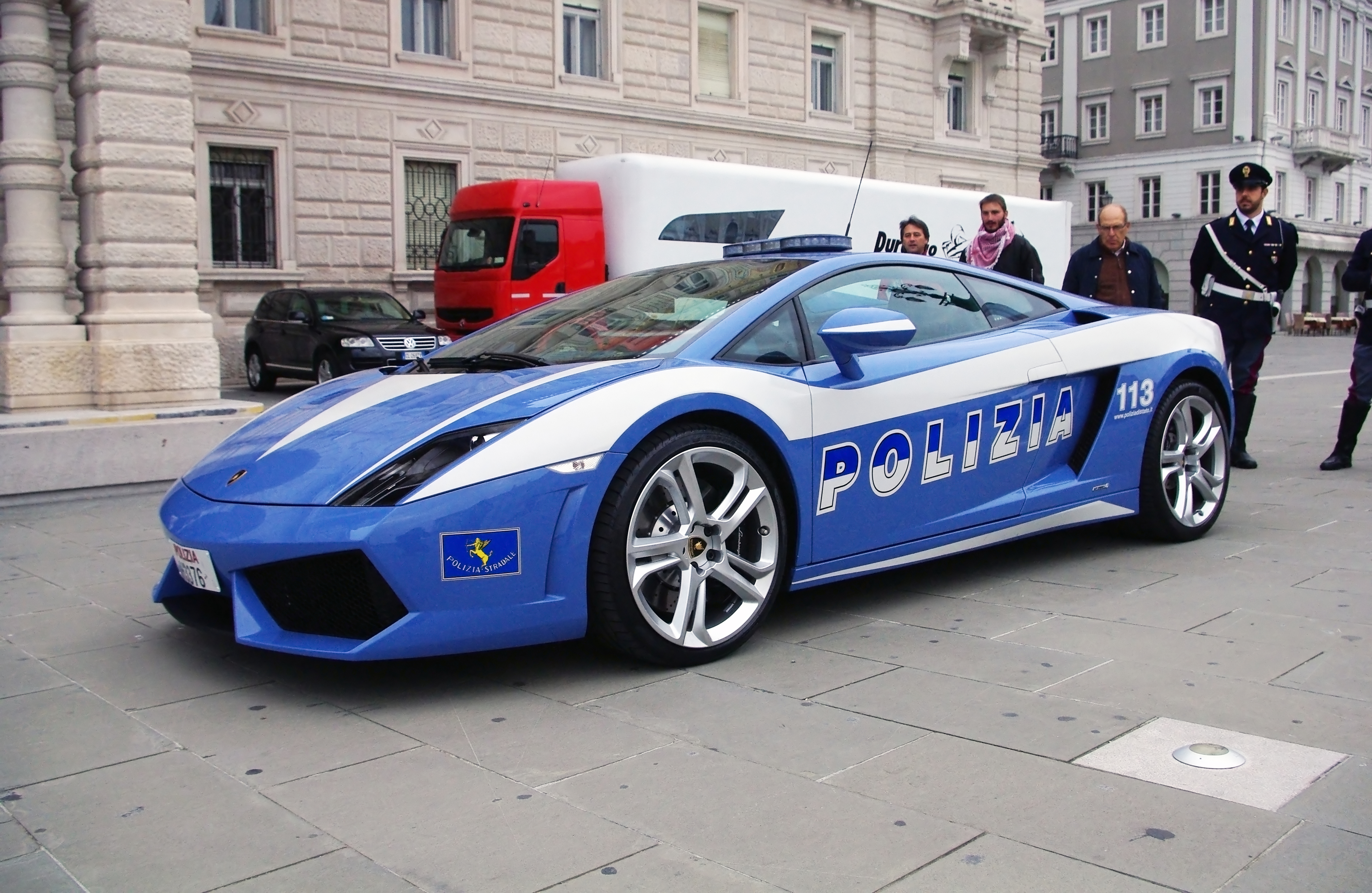
ガヤルド LP560-4 ポリツィア

## 販売経緯
- 2003年 - ジュネーブショーで発表。同年からクーペが日本でも発売された。
- 2005年10月 - オープンモデルの「スパイダー」を追加。
- 2007年3月 - ジュネーブショーでガヤルドをベースに車体を軽量化した「スーパーレジェーラ」を発表。
- 2008年3月 - マイナーチェンジ。ジュネーブショーで発表。ヘッドライトユニットが若干小さくなり、リア周りはムルシエラゴに似たデザインに変更された。型式も「LP560-4」と改められる。
- 2010年6月 - 同年3月のジュネーブモーターショーで発表した「LP570-4 スーパーレジェーラ」を日本国内で販売開始した。価格は、6速セミAT・eギア、6速MTともに2,913万2,250円。

## レース用車両

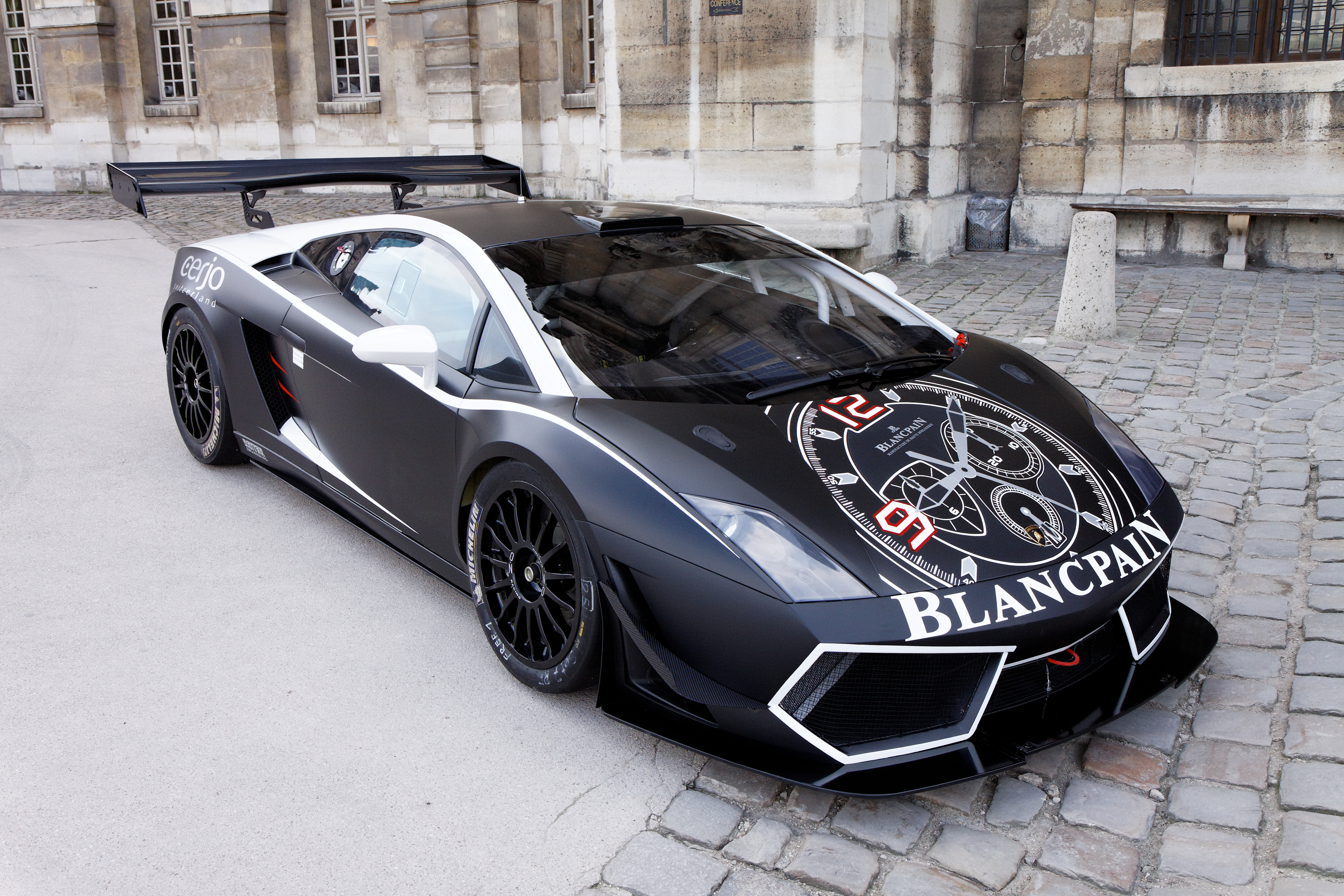
LP600+ GT3（2012年度）

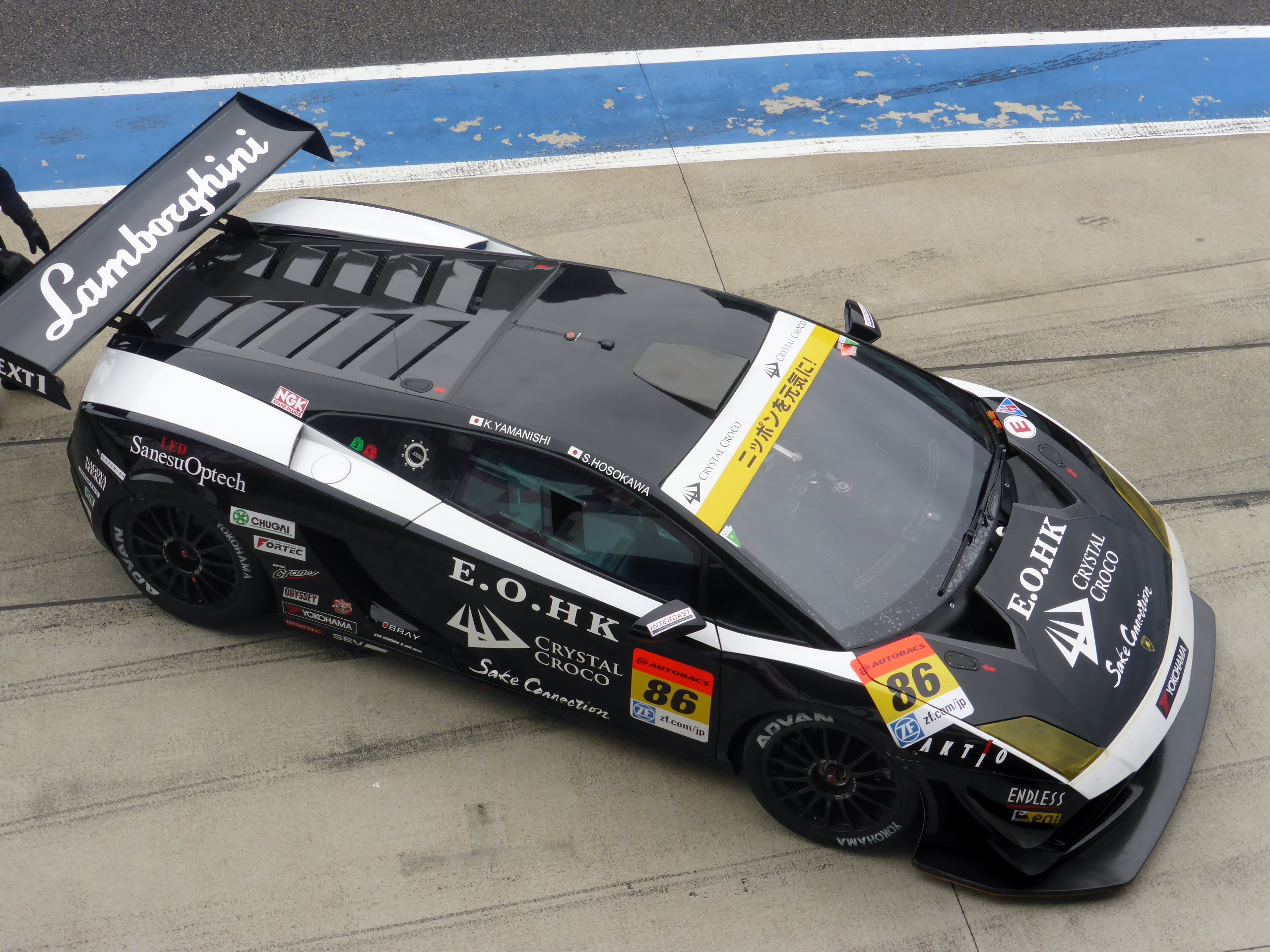
FL2（2014年度）

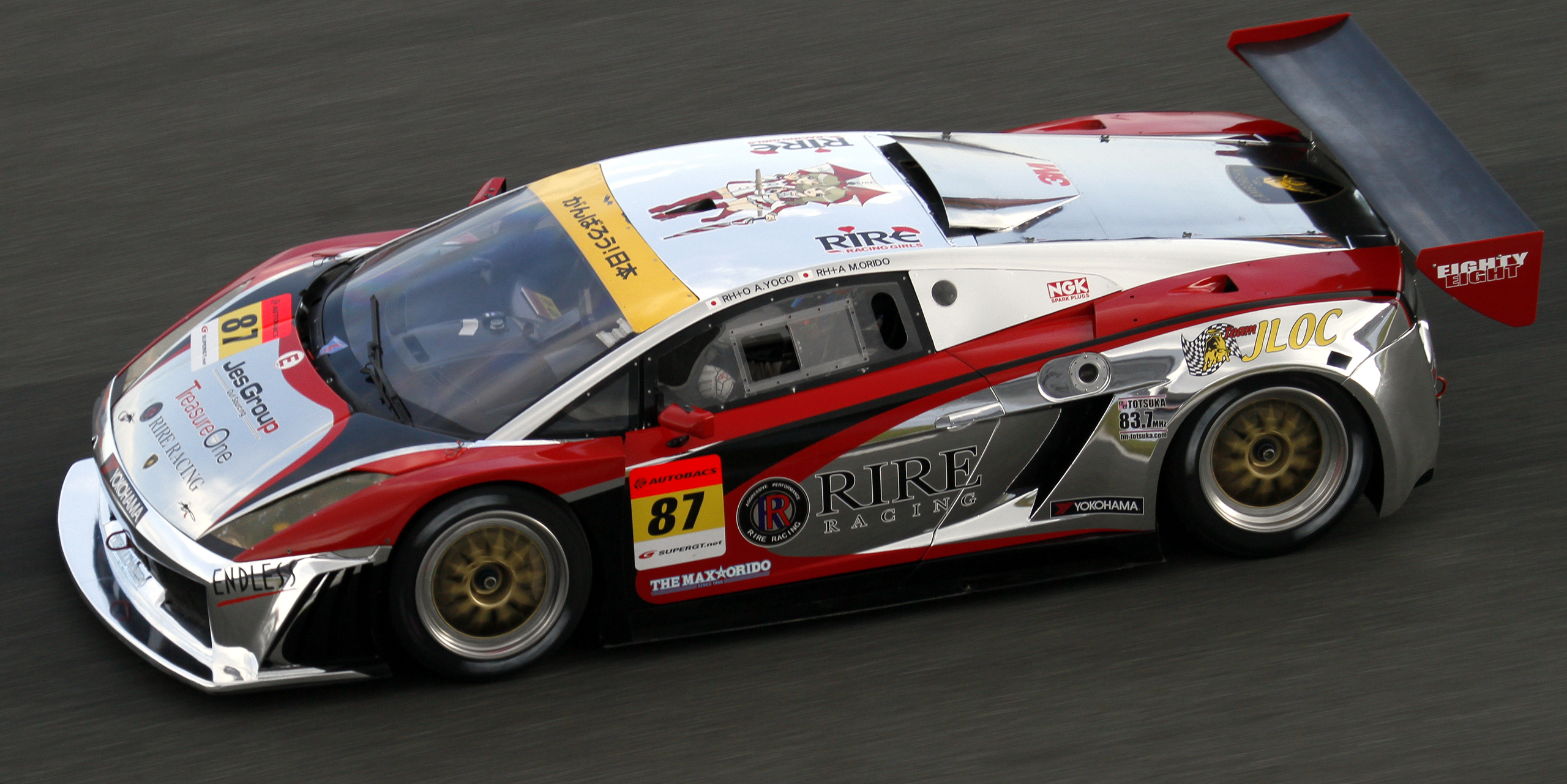
RG-3（2011年度）

LP520 GT3
初期型のベースグレードをベースに開発したFIA GT3クラスのレース専用モデル。
LP560 GT3
ドイツのチューニングメーカー、ライターエンジニアリングがガヤルドLP560-4をベースに開発したFIA GT3クラスのレース専用モデル。5.2リッターV10エンジンはGT3用に改良され、カーボンファイバーで覆われた軽量アルミニウムのシャシーによって、車重は約1,190kgまで抑えられている。GT3をベースにしたLP560 GT2もある。
LP600 GT3
ドイツのチューニングメーカー、ライターエンジニアリングが開発したFIA GT3クラスのレース専用モデル。エンジンのパワーが向上したほか、耐久性向上のため、よりシンプルなギアボックスが採用され、空力も改善した。
LP600+ GT3

ドイツのチューニングメーカー、ライターエンジニアリングが開発したFIA GT3クラスのレース専用モデル。2012年のFIA GT1世界選手権にライターエンジニアリングのチームから参戦した。
FL2

ライターエンジニリングが開発した2013年型をベースにしたLP600+の後継マシン。
GT3エクステンソ（GT3 R-EX）
ライターエンジニアリングが開発したFL2の後継マシン。
RG-3

LP520 GT3をベースに、SUPER GT GT300クラスの規定に合わせ作り直されたワンオフマシン。JLOCによって開発され、2007年より参戦を開始、開幕戦では2台持ち込んだ。
2009年の第6戦鈴鹿において10位で初入賞。同年の第7戦富士において「No.88 triple a ガイヤルド RG-3」がポールポジションを獲得した。